# Lymantria
Genre
Lymantria est un genre de lépidoptères de la famille des Erebidae, sous-famille des Lymantriinae, tribu des Lymantriini et de la sous-tribu des Lymantriina.

## Systématique
- Le genre a été décrit par l’entomologiste allemand  Jakob Hübner en 1819[1].
- L'espèce type pour le genre est Lymantria monacha (Linnaeus, 1758).

### Synonymie
- Porthetria Hübner, 1819[2]
- Hypogymna Billberg, 1820[3]
- Sericaria Berthold, 1827[4]
- Psilura Stephens, 1828 [5]
- Erasta Gistl, 1848 [6]
- Morasa Walker, 1855[7]
- Enome Walker, 1855[8]
- Palasea Wallengren, 1863[9]
- Pegella Walker, 1866[10]
- Sarothropyga Felder, 1874[11]
- Nagunda Moore, 1879[12]
- Barhona Moore, 1879[13]
- Pyramocera Butler, 1880[14]
- Lymantica Collenette, 1936[15]
- Pagella Kozhanchikov, 1950

### Taxinomie
La taxinomie des insectes est en pleine évolution voire révolution, et les différentes classifications sont très disparates notamment concernant les sections situées entre les ordres et les genres.
Liste des espèces
- Lymantria albimacula (Wallengren, 1863)
- Lymantria ampla (Walker, 1855)
- Lymantria atlantica (Rambur, 1837)
- Lymantria carneola (Moore, 1879)
- Lymantria curvifera (Walker, 1866)
- Lymantria dispar (Linnaeus, 1758) -- le Bombyx disparate ou la Spongieuse
- Lymantria fuliginea (Butler, 1880)
- Lymantria modesta (Walker, 1855)
- Lymantria monacha (Linnaeus, 1758) -- la Nonne
- Lymantria oberthueri Lucas, 1906
- Lymantria semicincta (Walker, 1855)

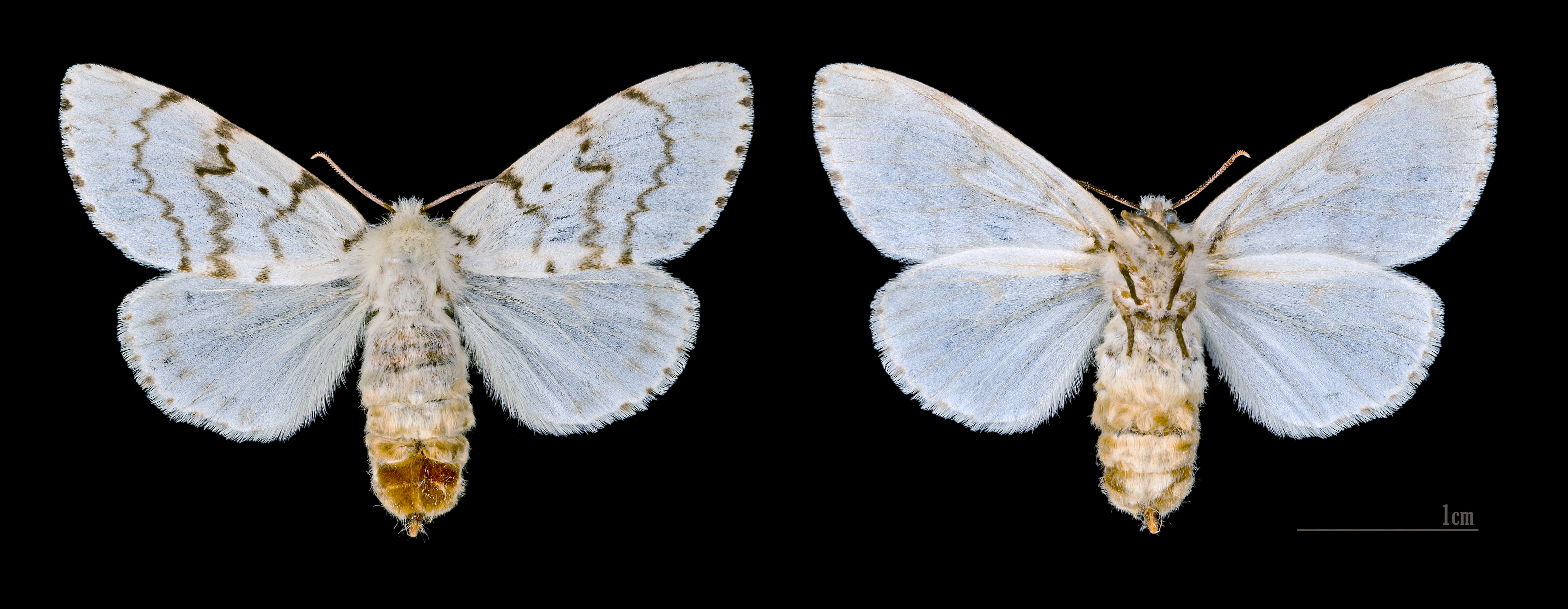
Lymantria dispar
Lymantria monacha

|